# Parafia Matki Bożej Nieustającej Pomocy w Świętoniowej
Parafia Matki Bożej Nieustającej Pomocy w Świętoniowej – parafia rzymskokatolicka, znajdująca się w archidiecezji przemyskiej, w dekanacie Przeworsk I. 

## Historia
Wieś Świętoniowa była wzmiankowana już w 1394 roku, gdy na mocy przywileju Jana Tarnowskiego stała się własnością Zakonu Bożogrobców z Przeworska i należała do parafii w Przeworsku. W 1819 roku Austriacy skasowali zakon, a ostatni sekularyzowany zakonnik ks. Kacper Mizerski zmarł w 1864 roku i wówczas duszpasterstwo w parafii przejęli duchowni diecezjalni. 
W 1912 roku na synodzie diecezjalnym w Chyrowie ks. Władysław Sarna, wymienił Świętoniową jako przyszłą parafię. Poparcia dla powstania parafii, udzielał ks. Franciszek Bielówna, z którego inicjatywy od 10 lipca 1916 roku, w miejscowej szkole odprawiano msze święte. W 1918 roku powstał komitet budowy kościoła na czele z wójtem Andrzejem Misiągiem. W 1921 roku ukończono budowę drewnianego kościoła pw. Matki Bożej Nieustającej Pomocy, który 20 września 1921 roku, został poświęcony przez ks. dziekana Władysława Tryczyńskiego. 
21 listopada 1921 roku powstała ekspozytura, z wydzielonego terytorium parafii Przeworsk–Fara i parafii Nowosielce, której ekspozytem został ks. Franciszek Haba. 9 maja 1928 roku została erygowana samodzielna parafia. 
21 maja 1952 roku spłonął kościół, prawdopodobnie z powodu niewygaszonej świecy. W 1957 roku proboszczem został ks. Franciszek Woś. W latach 1957–1959 wybudowano murowany kościół, według projektu arch. inż. Wawrzyńca Dajczaka, a na miejscu starego wybudowano plebanię. 15 listopada 1959 roku bp Wojciech Tomaka poświęcił nowy kościół, a 30 października 1966 roku jego konsekracji dokonał bp Ignacy Tokarczuk. 
Na terenie parafii jest 1 700 wiernych (w tym: Świętoniowa – 863, Budy Łańcuckie (część) – 223, Gniewczyna Łańcucka (część) – 195, Grzęska (część) – 389).
Proboszczowie parafii:
1921–1934. ks. Franciszek Haba (w latach 1921–1928 ekspozyt).
1934–1957. ks. Jan Kordeczka.
1957–1989. ks. prał. Franciszek Woś.
1989–2010. ks. Józef Nowak.
2010–2013. ks. Andrzej Gierczak.
2013–2019. ks. Marian Ruszała.
2019– nadal ks. Leszek Dopart.